# Cippo a Forcella
Il Cippo a Forcella (Cipp' a Furcella, in napoletano) è un gruppo di pietre facenti parte, un tempo, della cinta muraria di epoca greca dell'antica Neapolis, in Italia.
I resti sono situati a Forcella, in piazza Vincenzo Calenda (già piazza delle mura greche) di fronte al teatro Trianon.

## Storia
Molto probabilmente il cippo è costituito proprio dai resti di una porta difensiva della cinta muraria, la porta Herculanensis (in seguito detta porta Furcilla o Furcillensis per la particolare forma del bivio stradale che conduceva alla porta).
Furono ritrovati durante i lavori del Risanamento, in occasione delle opere di sventramento della parte bassa di Forcella che avrebbero portato all'apertura di via Pietro Colletta e di una piazza tra il nuovo asse stradale e l'antica via Egiziaca a Forcella. Piazza che per il ritrovamento fu detta inizialmente piazza delle mura greche, poiché è la zona archeologica più antica di Napoli, risale molto probabilmente al III secolo a.C..

## Modi di dire
A Napoli, dire che qualcosa "S'arricorda 'o Cipp' a Furcella" significa che è una cosa molto vecchia.